# Măcăi
Măcăi – wieś w Rumunii, w okręgu Ardżesz, w gminie Cuca. W 2011 roku liczyła 96 mieszkańców.